# 朱牟田夏雄
朱牟田 夏雄（しゅむた なつお、1906年6月29日 - 1987年10月18日）は、日本の英文学者、翻訳家。東京大学名誉教授。

## 来歴
福岡県三池郡に生まれる。翌年上京。1924年、東京高等師範学校附属中学校（現・筑波大学附属中学校・高等学校）卒業。附属中の同級生には、西園寺公一（元参議院議員）、春山泰雄（元サッカー日本代表）などがいた。
1924年、文科の首席で第一高等学校入学。1927年、東京帝国大学英文科に入学。斎藤勇の指導を受ける。
1932年、大学院修了後、上海の東亜同文書院に赴任、8年間勤務する。1940年、神戸商業大学（神戸大学の前身）予科教授として帰国。
1946年、第一高等学校教授、学制改革により東京大学教養学部助教授（1951年に教授昇任）。
1960年、教養学部学部長、1967年、定年退官。東大名誉教授、中央大学教授。1977年、帝京大学教授。
1977年に勲二等瑞宝章を受章。1987年没、叙従三位。墓所は多磨霊園(25-1-2)

## 研究
18世紀英国文学を中心に精力的に翻訳を行い、1967年ローレンス・スターンの『トリストラム・シャンディ』の翻訳で読売文学賞受賞。1978年、ジョージ・メレディスの『エゴイスト』の訳業で日本翻訳文化賞を受賞した。サマセット・モームの研究紹介にも、中野好夫と共に大きな役割を果たした。　

## 著書
- 『英米現代文演習　代表的文学作品の解釈と研究』（大阪教育図書） 1954年
- 『フィールディング 新英米文学評伝叢書』（研究社出版） 1956年、新版 1967年、1990年
- 『英文をいかに読むか』（文建書房） 1959年、新版 1987年、新装復刊（研究社） 2019年
- 『わが落書き帖』（吾妻書房） 1974年
- 『翻訳の常識 読解力から翻訳力へ』（八潮出版社） 1979年
- 『サマセット・モーム』（編著、研究社出版、20世紀英米文学案内19） 1966年、度々新版
- 『十八世紀イギリス研究』（編著、研究社出版） 1971年

## 主な翻訳
- 『文学を語る』（ヘンリー・メジャー・トムリンソン、研究社） 1934年
- 『ジョウゼフ・アンドルーズ』上・下（ヘンリー・フィールディング、新月社、英米名著叢書） 1948年
  - 改訳（中央公論社、世界の文学） 1966年、新版 1994年／岩波文庫 全2巻 2009年
- 『幸福の探求（ラセラス）』（サミュエル・ジョンソン、思索社） 1949年
  - 改訳『幸福の追求 アビニシアの王子ラセラスの物語』（吾妻書房） 1962年／岩波文庫 2011年
- 『二つの野心の悲劇 みのらぬ恋』（トーマス・ハーディ、英宝社） 1952年、新版 1993年ほか
- 『トム・ジョウンズ』全4巻（フィールディング、岩波文庫） 1951年 - 1955年、改版 1975年、復刊 1992年ほか／のちグーテンベルク21（上下、電子書籍）
- 『恋愛対位法』（A・ハックスリー、河出書房、世界文学全集） 1955年 ほか／岩波文庫 全2巻 1962年
- 『サミング・アップ』（サマセット・モーム、金星堂、現代作家対訳双書）1955年 - 原文との対訳テキスト
- 『現代英文学の五十年』（R・A・スコット=ジェイムズ、青木雄造共訳、英宝社） 1960年
- 『ミル自伝』（J・S・ミル、岩波文庫） 1960年
- 『科学と政治』（C・P・スノウ、音羽書房） 1961年
- 『雨 / 赤毛』（サマセット・モーム、岩波文庫） 1962年
- 『トリストラム・シャンディ 紳士の生涯と意見』（ロレンス・スターン、筑摩書房、世界文学大系） 1966年、新版 1972年／岩波文庫 全3巻 1969年、改版 2009年、のち電子書籍
- 『モームと私生活 甥の見たその生涯と家系』（ロビン・モーム、竹内正夫共訳、英宝社） 1968年
- 『大地』全2巻（パール・バック、講談社、世界文学全集） 1970年、新版1974年／講談社文庫 全3巻 1978年
- 『ケニルワースの城』（ウォルター・スコット、集英社、世界文学全集） 1970年、新版 1974年、1979年
- 『エゴイスト』全2巻（ジョージ・メレディス、岩波文庫） 1978年。講談社、世界文学全集 1980年
- 『ローマ帝国衰亡史』第5・6巻（エドワード・ギボン 、筑摩書房） 1987年 - 1988年、ちくま学芸文庫[1] 第4・5・6巻 1996年

中野好夫の訳業を引き継ぎ、朱牟田の没後は中野好之により完結。全11巻　　　

## 記念論集
- 『朱牟田夏雄教授還暦記念論文集 - 十八世紀イギリス研究』（今井弘, 早坂忠, 伊東俊太郎, 桜庭信之, 高橋康也, 上島建吉, 小田島雄志, 平井正穂, 海老池俊治, 長谷川正平, 松村達雄, 小松原茂雄, 多田幸蔵, 小池銈共著、研究社出版） 1971年
- 『怒らぬ人 - 朱牟田夏雄先生を偲ぶ』（朱牟田先生追悼文集刊行会、英宝社・製作） 1988年